# Selbstständige gemischte Brigade
Eine Selbstständige Gemischte Brigade (japanisch 独立混成旅団 dokuritsu konsei ryodan) war in der Organisationsstruktur des Kaiserlich Japanischen Heeres ein Sonderverband, der in der Größenordnung zwischen einer Division (ca. 15.000 Mann) und einem Regiment (ca. 3.500 Mann) lag und verschiedene Waffengattungen umfasste.

## Geschichte
Offiziell eingeführt wurden solche Brigaden 1934. Nach Beginn des Zweiten Japanisch-Chinesischen Krieges wurden etwa hundert Selbstständige Gemischte Brigaden (SGB) zur Überwachung und Aufrechterhaltung der Ordnung in den besetzten Gebieten aufgestellt. Die bis dahin mit diesen Aufgaben betrauten Divisionen konnten dadurch herausgelöst und an anderen Fronten eingesetzt werden. Aufgrund ihrer flexiblen Einsatzmöglichkeiten nahm die Zahl der Brigaden gegen Kriegsende zu. Einige dieser Brigaden wurden später in Divisionen umgewandelt.

## Gliederung
Eine Selbstständige Gemischte Brigade hatte ungefähr 5.000 bis 11.000 Mann und bestand meistens aus vier oder fünf Infanteriebataillonen, denen je nach Einsatzgebiet und Situation eine Fernmeldeeinheit oder auch Pionier-, Panzer- und Artillerieeinheiten hinzugefügt wurden. Die SGB war dadurch in der Lage, selbstständig Feldzüge und Einsätze durchzuführen.
Der übergeordnete Großverband einer Selbstständigen Gemischten Brigade war eine Armee, Regionalarmee oder auch Hauptarmee. Die Brigade wurde in der Regel von einem Offizier im Range eines Rikugun shōshō (Generalmajor) kommandiert.